# Amr Mansi
Pour les articles homonymes, voir Mansi (homonymie).
Amr Mansi, né le 13 janvier 1982 à Alexandrie, est un joueur professionnel de squash représentant l'Égypte. Il atteint en mars 2007 la 46e place mondiale sur le circuit international, son meilleur classement.

## Biographie
Il  termine sa carrière en 2011 mais depuis 2010, il est le directeur du tournoi El Gouna International. Il occupe ce poste depuis la fin de sa carrière et organise d'autres manifestations sportives en Égypte.

## Palmarès

### Finales
- Open de Kuala Lumpur : 2005